# Бузук, Пётр Афанасьевич
Пётр Афана́сьевич Бузу́к (псевдонимы П. Росич, П. Г.; 19 июня (1 июля) 1891 или 2 июня, с. Шерпены, Бендерский уезд, Бессарабская губерния, Российская империя или с. Терновка, Парканская волость Тираспольский уезд Херсонская губерния, Российская империя — 7 декабря 1938, Вологда, Россия) — русский, советский, украинский и белорусский лингвист-славист, педагог. Доктор филологических наук (1924).

## Биография
Относительно места рождения нет однозначной информации. По одной версии, родился в с. Шерпены Бендерского уезда Бессарабской губернии, по другой — в с. Терновка Парканской волости Тираспольского уезда Херсонской губернии в семье народного учителя.
В 1904—1910 гг. — учился в Алексеевском реальном училище в Тирасполе, где был одним из лучших учеников. После его окончания самостоятельно готовился и поступил в Императорский Новороссийский университет (ныне — Одесский национальный университет имени И. И. Мечникова) в Одессе на историко-филологический факультет. Окончил его в 1916 году. По представлению профессора Б. Ляпунова был оставлен в университете для подготовки к профессорскому званию.
С 1920 года — преподавал в Гуманитарно-общественном институте, Археологическом институте, в Одесском институте народного образования (бывший Новороссийский университет).
Изучал проблемы праславянского языка, диалектного дробления языка славян дописьменной эпохи, языка древних славянских памятников, а также памятников древней Руси, вопросы общего и сравнительного языкознания, психологии речи, изучал филологическую деятельность Александра Потебни, Б. Ляпунова, Алексея Соболевского, Ивана Бодуэна де Куртенэ и др. Много трудов посвятил истории и диалектологии украинского языка, анализу языка и стиля отдельных произведений украинской литературы, особенностям современного украинского языка.
В 1924 году — магистр Петр Бузук защитил докторскую диссертацию по филологии на тему «К вопросу о месте написания Мариинского евангелия» (речь шла о Болгарии).
С осени 1925 года по приглашению ректора Белорусского государственного университета Владимира Пичеты переехал в Минск, где преподавал в БГУ. В 1926 году перешел в Институт белорусской культуры (ученый секретарь с 1929 года). Председатель Диалектологической комиссии с 1929 года.
В 1929 году принял участие в I Международном конгрессе славистов в Праге, где выступил с идеей создания общеславянского лингвистического атласа.
Много сделал для развития белорусского языкознания. Крупнейшим его достижением в этой области стала монография «Попытка лінгвістычнае географіі Беларусі. Ч. 1. Фонетыка и морфолегія. Вып. 1. Гаворкі Цэнтральнае и Ўсходняе Беларуси и суседніх мясцовасьцяй Украіны и Вялікарасіі ў першай чвэрці XX века». (Минск, 1928 год). В то же время продолжал украиноязычные работы.
Под псевдонимами П. Росич, П. Г. подобное печатал свои стихи, прозу, переводы. С 1928 года был членом литературного объединения «Маладняк».
6 августа 1930 года ГПУ Белорусской ССР арестовал его по делу «Союза освобождения Беларуси» (впоследствии уволенный).
С 1931 года был директором Института языкознания АН БССР. Одновременно заведовал кафедрой языкознания в БГУ, читал там курс общего языкознания, методику и научную грамматику белорусского языка.
9 февраля 1934 года — второй арест. По постановлению «тройки» от 3 апреля 1934 года выслан в Вологду на 3 года, где работал библиотекарем (1934—1935 годы) и преподавал немецкий язык в пединституте.
После окончания срока ссылки, 15 июля 1937 года арестован в третий раз, после длительного следствия приговорен к расстрелу, расстрелян 7 декабря 1938 года в Вологде.
В 1956 году посмертно реабилитирован.
В той или иной степени владел всеми славянскими, румынским (молдавским), итальянским, немецким, английским, татарским, ивритом, латынью и некоторыми другими языками.

## Работы
- Очерки по психологии языка: Краткое руководство по вопросам общего языковедения. А., 1918;
- Речь и правописание в произведениях Г. С. Сковороды: Памяти Г. С. Сковороды (1722—1922): Сб. ст. А., 1923;
- Заметки с украинского языка: Две подробности рус. звучные // Slavia. 1924. Seš. 3. Roč. 3;
- Внимания к причастий в русском языке // Вісн. Одесс. комиссии краеведения при ВУАН. 1925. Ч. 2-3;
- Взаимоотношения между украинским и белорусским языками: Методол. очерк // Зап. Истор.-филол. отдела УАН. 1926. Кн. 7-8;
- Несколько внимание о молдавско-украинские отношения // Украина. К., 1926;
- Памяці Франка // Полымя. 1926. № 4;
- Украинские этимологии // Зап. Истор.-филол. отдела УАН. 1926. Кн. 7-8;
- Из лингвистических раскопок на Беларуси: Грамат. и етимол. заметки // Там же. 1927. Кн. 13-14;
- Очерк истории украинского языка. Введение, фонетика и морфология с приложением исторической хрестоматии // Там же. Кн. 48; * Діалектологічний очерк Полтавской области // Рус. діалектол. зб. Кн. 2. К., 1929;
- Историческая фонетика и морфология украинского языка: Истор. курс укр. языка. Х., 1929 (соавт.);
- С исторической диалектологии украинского языка. Говор Луцкого евангелия 14. // Зб. комиссии для исслед. истории рус. языка. К., 1931. Т. 1.